# 三碘化钨
三碘化钨是一种无机化合物，化学式为WI3，是钨的碘化物之一。

## 制备及性质
三碘化钨可由六羰基钨和碘反应制得：
{\displaystyle \mathrm {2\ W(CO)_{6}+3\ I_{2}\longrightarrow 2\ WI_{3}+12\ CO} }
它是黑色固体，加热时分解，生成碘和低价碘化钨（WI2.85、WI2.5、W6I12等），它的稳定性比三碘化钼差。它可溶于丙酮和硝基苯，微溶于氯仿。